# Wemersoniellidae
Wemersoniellidae is een familie van weekdieren uit de klasse Scaphopoda (stoottanden).

## Geslachten
- Chistikovia Scarabino, 1995
- Wemersoniella Scarabino, 1986